# Rinaldo Moresco
Rinaldo Moresco detto Nadu (Bargagli, 15 gennaio 1925) è un ex ciclista su strada italiano professionista dal 1950 al 1956.

## Carriera
Iniziò a gareggiare a ventiquattro anni, mettendosi in luce tra i dilettanti sin dagli inizi; due anni, 1949 e 1950, e diversi risultati tra cui nove vittorie e alcuni piazzamenti importanti come il terzo posto nella Milano-Rapallo.
Nel 1950 partecipò al Giro di Sicilia, nel quale vinse due tappe. Nel 1951 vinse il Giro dell'Appennino. L'anno successivo partecipò al suo primo Giro d'Italia, che concluse al ventunesimo posto. Nel 1952 vinse il Giro di Toscana ed ottenne un ottimo secondo posto al Giro del Lazio.

## Palmarès
- 1949 (dilettanti)

Coppa Primavera Rapallese
Milano-Arenzano
Modena-Abetone-Montecatini
Coppa Tollari (valida come campionato ligure)
3ª tappa Giro di Liguria
- 1950 (Wilier, due vittorie)

4ª tappa Giro di Sicilia (Caltagirone > Enna)
6ª tappa Giro di Sicilia (Sciacca > Trapani)
- 1951 (Arbos & Wilier, quattro vittorie)

Giro dell'Appennino
Campionati italiani, Prova in linea Indipendenti
Trofeo Berkel
Gran Premio Città di Pistoia
- 1952 (Arbos, una vittoria)

Giro di Toscana

## Piazzamenti

### Grandi giri
- Giro d'Italia

1951: 21º
1952: 43º
1953: 36º

### Classiche monumento
- Milano-Sanremo

1951: 27º
1952: 10º
1955: 17º
- Parigi-Roubaix

1952: ritirato
- Giro di Lombardia

1951: 42º
1952: 55º
1953: 45º
1954: 25º

### Competizioni mondiali
- Campionati del mondo

Moorslede 1950 - In linea Dilettanti: 10°